# Raakow (Drebkau)
Raakow, niedersorbisch Rakow, ist ein Wohnplatz im Ortsteil Drebkau der Stadt Drebkau (Landkreis Spree-Neiße, Brandenburg). Raakow war bis zur Eingemeindung 1950 in die Stadt Drebkau eine selbständige Gemeinde.

## Geographie
Raakow liegt ca. 1,5 Kilometer südlich vom Stadtkern von Drebkau. Die frühere Gemarkung ist heute mit der Stadtmarkung vereinigt (entspricht den Fluren 3,4 und 5 der Stadtgemarkung). Die Größe der früheren Gemarkung wird für 1900 mit 258 ha angegeben. Sie grenzte im Norden an Drebkau, im Osten an Jehserig und Steinitz, im Süden an Göhrigk, und im Südwesten und Westen an Domsdorf. Durch den Ort verläuft die K7123.
Nördlich des Ortskern fließt das Steinitzer Wasser
Die Bahnstrecke Großenhain–Cottbus berührt die frühere Gemarkung am westlichen Rand.

## Geschichte

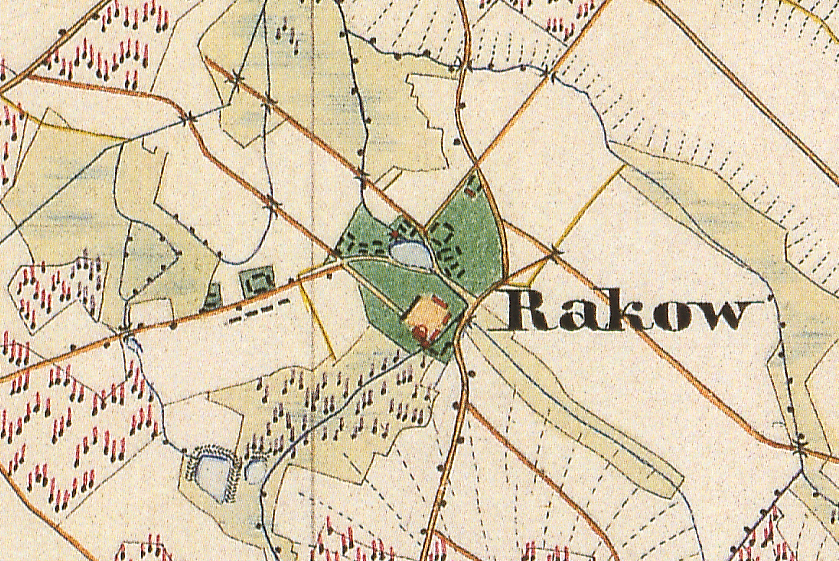
Raakow auf dem Urmesstischblatt 4351 Drebkau von 1846

Der Ort wurde erst 1527 zum ersten Mal als Ragka und Ragkaw in einer Urkunde erwähnt. Der Ortsname wird vom sorb. rak für Krebs abgeleitet, also Ort, wo es Krebse gibt. Eichler zieht noch in Erwägung, dass der Name evtl. von einem Familiennamen basierend auf rak abgeleitet sein könnte. Rudolf Lehmann charakterisiert die Dorfstruktur als Weiler mit einer Mühle.

### Besitzgeschichte
Das Dorf gehörte zur brandenburgischen Herrschaft Cottbus. Schon um 1500 gab es hier einen Rittersitz, zu dem in der Folge eine ganze Reihe Dörfer in der Herrschaft Cottbus und im Markgraftum Niederlausitz gehörte: Brodtkowitz, Groß Jauer, Illmersdorf, Kausche, Koschendorf, Kunersdorf, Laubst, Löschen, Pritzen und Siewisch.
Erster nachgewiesener Besitzer ist ein Nickel von Köckritz, der im Jahr 1500 mit Raakow belehnt wurde. 1506 schloss er mit seinen Drebkauer Vettern Poppo und Hans von Köckritz einen gegenseitigen Erbvertrag ab. Nickel von Köckritz starb 1510. Am 17. Oktober 1527 wurde Siegmund (I.) von Köckritz mit den Raakower Lehngütern belehnt, wie sie vorher schon sein Vater hatte. Es handelte sich dabei um eine Wiederbelehnung nach dem Wechsel in manu dominante (Tod des böhmisch-ungarischen Königs Ludwig II. in der Schlacht bei Mohács (1526)). Raakow war überwiegend ein brandenburgisches Lehen. Mitbelehnt in dem Lehnbrief von 1527 waren seine Vettern Poppo und Hans von Köckritz auf Drebkau sowie die Brüder Georg, Heinrich und Nickel von Köckritz zu Domsdorf. Am 2. Juli 1538 wurden die Brüder Balthasar und Luppold von Köckritz auf Drebkau mit den Lehngütern ihres verstorbenen Vaters belehnt. Mitbelehnt waren ihre Vettern Hans und Siegmund von Köckritz zu Raakow. Am 20. Mai 1547 belehnte Landvogt Hans von Minckwitz die Ehefrau des Siegmund von Köckritz auf Raakow mit den Dörfern Groß Jauer, Kunersdorf und Pritzen zu einem Leibgedinge. Siegmund von Köckritz scheint ein streitbarer Mann gewesen zu sein, denn er war in eine ganze Reihe von Prozessen verwickelt. So hatte er anscheinend seinen Untertanen neue Hofdienste auferlegt. Dagegen hatten die sich beim Kaiser und böhmischen König Ferdinand beschwert. Dieser ordnete 1561 an, dass sich der Landvogt Bohuslav Felix von Lobkowitz und Hassenstein der Sache annehmen solle, die Untertanen bei dem alten Herkommen belassen und ihm anschließend Bericht erstatten solle. Bei anderen Prozessen ging es darum, dass er anscheinend Bauern nötigte, ihre Bauernhöfe an ihn zu verkaufen („auskaufen“). Einen weiteren Prozess führte er um das Patronatsrecht über den Altar zum Hl. Leichnam in der Stadtkirche von Drebkau. Zum Regierungsantritt von Kurfürst Johann Georg wurde er 1571 neu belehnt und legte seinen Lehenseid ab. 1575 ist Siegmund (I.) von Köckritz im hohen Alter verstorben, und am 20. Juli 1575 wurden seine Söhne Job, Hieronymus, Siegmund (II.) und Nicol durch den Landvogt Jaroslav von Kolowrat mit den väterlichen Gütern belehnt, darunter war das ganze Dorf Raakow mit dem Luch und dem Sandmüller. Am 18. Juni 1579 wurde ihnen nach dem Wechsel in manu dominante (Tod Kaiser Maximilians) erneut ein Lehnbrief ausgestellt. Die vier Brüder erhielten 1583 wiederum auch einen brandenburgischen Lehnbrief. In der brüderlichen Teilung erhielt Siegmund (II.) Raakow, Kausche und Laubst, Hieronymus Koschendorf, Löschen und Siewisch und Job/Hiob Pritzen, Groß Jauer und Kunersdorf. Der vierte Bruder Nicol wurde wohl in Geld abgefunden, mit dem dieser sich die Güter Kreblitz und Gießmannsdorf kaufte. Siegmund von Köckritz war mit Sara von der Sahla verheiratet, die 1.500 Taler Ehegeld in die Ehe brachte, das dem Ehemann vom Schwiegervater Abraham von der Sahla auf Schönfeld in bar ausbezahlt wurde. Siegmund von Köckritz vermachte seiner Frau das Dorf Raakow als Leibgedinge. Nach dem Verzeichnis der Roßdienste im Cotbußischen 1583 musste Siegmund von Köckritz wegen Raakow ein halbes Lehnpferd stellen, zusammen mit Nickel von Wiedebach auf Stradow, der 1½ Pferde stellen musste, also zwei gerüstete Pferde. Siegmund war in zweiter Ehe mit Margarethe von Zabeltitz verheiratet. Aus welcher Ehe der gleichnamige Sohn Siegmund (III.) stammte, ist nicht bekannt. 1608 stifteten Siegmund von Köckritz und Margarethe von Zabeltitz einen neuen Altar für die Kirche in Laubst. Siegmund von Köckritz erhielt am 18. Februar 1598 einen brandenburgischen Lehnbrief über Raakow; weitere Lehnbriefe für Siegmund (II.) von Köckritz über Raakow datieren vom 13. Mai 1609 und vom 24. März 1620. Nach Krüger war 1614 war schon der Sohn (Hans) Siegmund (III.) im Besitz von Raakow. Nach Houwald bezieht sich erst ein Lehnbrief vom 1. Februar 1623 ausgestellt vom Landvogt von Promnitz auf den Sohn Siegmund (III.) von Köckritz. Als Zubehör ist dort noch die Neue Wiese bei Pritzen und drei Untertanen in Drebkau aufgeführt. Wie dem auch sei, 1622 war Joachim von Köckritz auf Groß Jauer und Kunersdorf ohne Leibeserben verstorben. Erben waren Christoph von Köckritz auf Koschendorf, Hieronymus von Köckritz auf Koschendorf und Tranitz und Siegmund auf Raakow. Siegmund (III.) war mit Elisabeth von Kottwitz verheiratet, mit der er die Söhne Hans Siegmund und Caspar Siegmund hatte. 1630 starb Siegmund (III.) von Köckritz. Danach stritten sich die Mutter und ihre noch unmündigen Söhne um 600 Taler, die ihr Ehemann ihr versprochen. Es handelte sich um eine Schuldverschreibung des Hans Balthasar von Kottwitz für Siegmund (III.) von Köckritz. Der Ausgang des Prozesses ist nicht bekannt. Am 24. Dezember 1631 gaben die Vormünder der unmündigen Söhne zunächst die Mutung auf die Lehen des verstorbenen Vaters ab. Am 23. Februar 1632 stellte der Landvogt ihnen den Lehnbrief über das Gut Raakow, Laubst und Kausche sowie über die neue Wiese bei Pritzen und über drei Untertanen in Drebkau aus. Am 21. Juli 1637 wollte der nun volljährig gewordene Hans Siegmund selber belehnt werden und die Lehnspflicht ablegen. Nur wenig später prozessierte Hieronymus von Köckritz auf Tranitz gegen Hans Siegmund von Köckritz wegen 2.000 Lehengelder, die auf den Gütern Groß Jauer und Kunersdorf standen. Das Gut Raakow war im Dreißigjährigen Krieg schwer geschädigt worden. In einer Aufstellung über die Schäden in der Herrschaft Cottbus, die der Landschaft durch Kaiserliche Truppen und Crabaten (Kroaten) verursacht wurden, wurden für Raakow 1.700 Taler Schäden geltend gemacht. Caspar Siegmund starb am 13. Dezember 1640 ohne Leibeserben, sodass sein Anteil an seinen Bruder Hans Siegmund fiel. Er wurde am 12. Februar 1642 mit dem Anteil seines Bruders belehnt. Allerdings war die finanzielle Situation des Hans Siegmund von Köckritz denkbar schlecht, um nicht zu sagen katastrophal. 1640 musste er Laubst für ein Darlehen von 500 Talern verpfänden, das er vom Schlosshauptmann in Lübben erhalten hatte. 1642 musste er sogar alle seine Güter als Pfand für 858 Taler Schulden beim Seidenhändler Jacob Richter in Cottbus. Schließlich musste er 1642 auch das Gut Kausche für 2.500 Taler an Abraham von Lucke verkaufen. Bei der Neubelehnung nach dem Regierungsantritt des brandenburgischen Kurfürsten Friedrich Wilhelm 1644 musste er sich mit Leibesschwachheit entschuldigen. Er erhielt ein Recipisse. 1646 musste Hans Siegmund eine Hälfte von Laubst für 2.712 Taler verkaufen. Laubst war nun bis ins 19. Jahrhundert hinein in zwei Hälften geteilt. Er hatte neben den Schulden auch noch eine ganze Reihe von Außenständen, die er jedoch nicht einbringen konnte. So standen ihm aus dem Gut Groß Jauer seines ohne Erben verstorbenen Vetters Joachim von Köckritz noch 2.000 Taler zu. Aus einer Erbschaft aus Petershain sollte er noch 1.380 Taler bekommen, und von einem ausgegebenen Darlehen 500 Taler. 1647 schuldete er dagegen Caspar von Minckwitz 500 Gulden. Außerdem verklagte ihn Ulrich von Wolfersdorf auf Zahlung von 2.000 Gulden und 840 Taler aufgelaufene Zinsen. 1648 musste er seine Hälfte von Laubst erneut verpfänden, da er bei Schösser Daniel Andrea in Lübbenau 300 Taler Schulden hatte. Zur Neubelehnung nach dem Regierungsantritt des brandenburgischen Kurfürsten Friedrich Wilhelm 1644 konnte er wegen Leibesschwachheit nicht persönlich kommen. Er erhielt ein Recipisse.
Hans Siegmund von Köckritz starb 1668 und hinterließ vier Söhne: Siegmund Adolf, Siegmund Seyfried, Kaspar Siegmund und Kaspar Friedrich. Sie erhielten am 15. Januar 1670 den Lehnbrief über Raakow und halb Laubst. Nach Gerhard Krüger kaufte Siegmund Adolf Raakow aus der Konkursmasse seines Vaters für 1.500 Taler. Die Hälfte von Laubst erhielt 1671 jedoch sein Bruder Kaspar Siegmund. 1681 starb ihr Vetter Hieronymus von Köckritz auf Koschendorf, Groß Jauer, Kunersdorf und Chransdorf ohne Leibeserben; Erben waren die vier Brüder Siegmund Adolf, Siegmund Seyfried, Kaspar Siegmund und Kaspar Friedrich, die 1683 dessen Güter unter sich aufteilten. Landgerichtsassessor Kaspar Siegmund erhielt Koschendorf und Siewisch, Siegmund Seyfried Groß Jauer, Kunersdorf und Chransdorf. Die beiden anderen Brüder wurden in Geld abgefunden. Siegmund Adolf musste Raakow am 28. April 1692 an Elisabeth Margarethe von Löben geb. von Schönfeld, die Witwe des Adam d. Ä. von Löben auf Krieschow und Papitz verkaufen, allerdings auf Wiederkauf. 1694 brannte das Gutshaus in Raakow ab. Siegmund Adolf von Köckritz konnte Raakow tatsächlich zurück kaufen, um es 1700 erneut zu verkaufen; dieses Mal erwarb es Frau Maria Dorothea von Löben geb. Plattner für 8.000 Taler. Lehenträger war ihr Mann Kaspar Seyfried von Löben. Am 24. Januar 1705 verkaufte Siegmund Adolf von Köckritz sein Lehn- und Wiederkaufsrecht an Raakow um 750 Taler an Maria Dorothea von Löben, Ehefrau des Kammerjunkers Seifried von Löben auf Raakow. 1705 schwelte auch ein Streit zwischen Caspar Siegmund v. Köckritz zu Koschendorf einerseits und Joachim Erdmann von Köckritz zu Drebkau und Kaspar Seifried von Löben zu Raakow wegen des Kirchenstuhles in der Kirche von Drebkau. 1709 verkaufte Dorothea von Löben Raakow, erneut auf Wiederkauf, an Christian Adolf von Löben, der damit 1711 von Friedrich I. belehnt wurde. Dorothea von Löben kaufte Raakow bald darauf wieder zurück. 1724 war das Gut erneut auf Wiederkauf veräußert an Karl Siegmund von Zeschau, den Landesältesten des Kreises Luckau. Auch in diesem Fall gelang der Rückkauf. Um 1733 verkaufte Dorothea von Löben Raakow aber dann endgültig an Wolf Adam Siegfried von Löben auf Papitz und Ruben. Wolf Adam Siegfried von Löben war mit Henriette Wilhelmine von Stuart, Tochter des sächsisch-polnischen Rates Georg von Stuart verheiratet. Zwei Söhne, Friedrich Wilhelm und Heinrich Wilhelm gingen aus dieser Ehe hervor. Sie erbten 1744 nach dem Tod ihres Vaters Raakow. Am 31. August 1753 legte Friedrich Wilhelm, auch in Vollmacht seines jüngeren Bruders, den Lehnseid ab. 1759/60 administrierte er das Rittergut des in russischen Diensten stehenden Majors Heinrich Wilhelm von Löben. Am 14. März 1766 leistete er den Lehnseid für Raakow allein. 1774 verkauften die Erben von Joachim Seyfried von Köckritz, gewesener Erbherr auf Drebkau, Domsdorf, Greifenhain, Weißag und Zwietow den brandenburgischen Anteil an Domsdorf an Friedrich Wilhelm von Löben. Dadurch wurde nun dieser Anteil mit dem Rittergut Raakow verbunden. Im selben Jahr (1774) gerieten die Vettern des Friedrich Wilhelm von Löben, Kurt Heinrich und Georg Friedrich von Löben auf Kunersdorf und Limberg in Konkurs. Friedrich Wilhelm von Löben gelang dabei der Erwerb von Kunersdorf aus der Konkursmasse, Limberg wurde von Ernst von Heynitz erworben. Christian Carl Gulde in seiner Historisch-geographisch-statistische(n) Beschreibung der Herrschaft Cottbus nennt Friedrich Wilhelm von Löben für 1783 als Besitzer von Kunersdorf, Raakow und einem Drittel Domsdorf. Das Gut Raakow war noch mit einem Lehenstamm, einer festen Kapitalschuld in Höhe von 1.000 Talern belastet. 1797 verkaufte Friedrich Wilhelm von Löben Kunersdorf an den preußischen Hauptmann Land- und Ritterschaftsrat des Cottbuser Kreises Friedrich Ehrenreich von Muschwitz. 1798 kam auch Raakow und ein Drittel Domsdorf an Friedrich Ehrenreich von Muschwitz auf Geisendorf, Kunersdorf und Görigk. Friedrich Ehrenreich von Muschwitz war mit Henriette Wilhelmine Sofie von Preuß aus dem Hause Bennewitz verheiratet. Er erreichte, dass das Rittergut Raakow 1806 allodifiziert wurde. Das Paar hatte drei Kinder: den Sohn Gottlob Friedrich, die Tochter Henriette Charlotte Wilhelmine und eine weitere namentlich nicht bekannte Tochter. Am 14. Mai 1822 starb Friedrich Ehrenreich von Muschwitz; Kunersdorf, Raakow und Anteil Domsdorf erbte die Tochter Henriette Charlotte Wilhelmine, die Witwe des schon 1806 verstorbenen sächsischen Hauptmanns Erdmann von Mühlen. Der Sohn Gottlob Friedrich von Muschwitz erbte Geisendorf und Klein Görigk. Er war mit Luise geb. von Muschwitz verheiratet. Eickstedt nennt für 1828 Frau v. Mühlen als Besitzerin von Raakow. Henriette Charlotte Wilhelmine geb. von Muschwitz, verh. von Mühlen starb am 6. Mai 1836.
Der nächste Besitzer von Raakow, Kunersdorf und dem brandenburgischen Anteil an Domsdorf war der Sohn des Erdmann von Mühlen und der Henriette Charlotte Wilhelmine, der preußische Major Leopold Friedrich Kaspar von Mühlen, der aber bereits am 4. Juni 1839 starb. Die Witwe Ulrike von Schätzell und deren Kinder Maximilian Leopold und Klothilde verkauften das Rittergut Raakow am 16. Juli 1842 an Gustav Leberecht Porsche für 27.000 Taler. Porsche war mit Eleonore Friederike Wilhelmine von der Drössel verheiratet. Er hielt Raakow nur acht Jahre und verkaufte es am 12. April 1850 für 36.000 Taler an Christian Emil Heinrich Koepstein aus Guben, der das Gut verpachtete. Koepstein war mit Ida Caecilie Trierenberg verheiratet, und nach deren Tod in zweiter Ehe mit deren Schwester Emma Adelaide Trierenberg. Nach Berghaus hatte das Rittergut Raakow 1853 eine Größe von 793,31 Morgen. Davon waren 393,16 Morgen Acker, 102,145 Morgen Wiesen und 241,12 Morgen Forst. 1857 gehörte Raakow (mit einem Anteil Domsdorf) einem Herrn Hanke zu Dresden. 1864 war Raakow im Besitz eines C. E. G. Winkelmann.

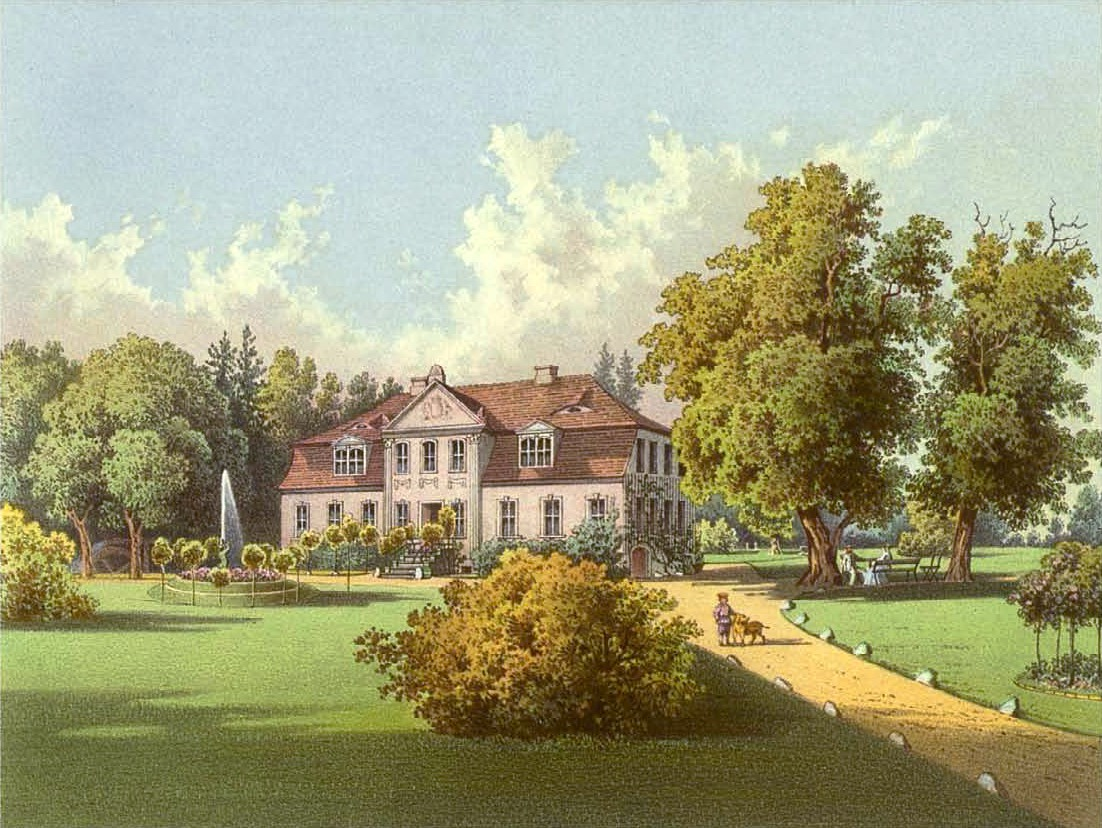
Gutshaus Raakow (nach 1871), Sammlung Duncker

1866 wurde Raakow vom preußischen Rittmeister a. D. und dem späteren Rechtsritter des Johanniterordens Friedrich (Fritz) Hermann Graf von Wartensleben (1833–1923) erworben. Er war in erster Ehe seit 1862 mit Veronika von Ploetz verheiratet. Der Sohn Alexander Graf von Wartensleben wurde 1874 in Raakow geboren. Bereits 1879 gehörte das Rittergut Raakow dem Generallieutenant Johann Hermann von Oppeln-Bronikowski. Das Gut umfasste damals 199,98 ha, davon waren 115,22 ha Acker, 26,89 ha Wiesen, 2,11 ha Hutung, 55,36 ha Wald und 0,40 ha Wasser.
Johann Hermann von Oppeln-Bronikowski starb 1902 und die Erben verkauften es bald darauf an eine Frau von Schack (1903). Max von Schack ist ab 1907 auf Raakow nachgewiesen. 1910 wird die Größe mit 200 ha angegeben, davon 116 ha Acker, 28 ha Wiesen, 55 ha Forst und 1 ha Wasser. Max von Schack wird auch 1914 als Besitzer des Rittergutes Raakow genannt. Anscheinend hatte er einzelne Bauernparzellen hinzu erworben. Er ließ das Gut von einem Inspektor namens Tielscher bewirtschaften. Die Größe wird nun mit 250 ha angegeben (89,5 ha Acker, 30 ha Wiesen, 2 ha Weide, 73,5 ha Wald, 3 ha Ödland und 3 ha Wasser). Auf dem Gut existierte eine Brennerei, und es wurden 34 Pferde und 35 Kühe gehalten. Er hatte eine Beteiligung an der Genossenschaftsbrennerei und an der Genossenschaftsmolkerei. Der Grundsteuerreinertrag wird mit 1770 Mark beziffert. Er ist noch bis 1921 auf Raakow belegt. 1923 erscheint im Brandenburgischen Güteradressbuch dann der Major a. D. Franz Karl Graf Beissel von Gymnich auf Frens und Blens bei Köln. Seine Ehefrau war Ines Freiin von Romberg; das Paar ist auch noch 1929 auf Raakow. Nach Houwald wohnte gegen Ende des Zweiten Weltkriegs Alexander von Wedelstaedt im Gutshaus. Er war der Bruder des Wilhelm von Wedelstaedt auf Kausche. Alexander von Wedelstaedt und seine Frau Johanna geb. Wüppesahl und seine Schwester Elsa wurden am 23. April 1945 von einmarschierenden sowjetischen Truppen ermordet.
| Jahr      | 1783 | 1809 | 1818 | 1835 | 1846 | 1871 | 1890 | 1900 | 1910 | 1925 | 1939 | 1946 |
| Einwohner | 79   | 75   | 95   | 81   | 125  | 106  | 100  | 120  | 147  | 156  | 135  | 144  |

### Dorfgeschichte
1635 gehörten zum Rittergut zehn Ritterhufen, zum Dorf fünf Bauernhufen zu fünf Bauerngüter sowie fünf Gärtner. 1652 waren die Bauernhufen zum Rittergut gezogen worden. Ein Gärtnergut von den fünfen war wüst (unbesetzt). 1718/9 gehörten zum Rittergut zehn Ritterhufen und fünf Bauernhufen. Die Dorfbewohner bewirtschafteten 2⅓ Kossätenhufen, fünf Gärtner hatten je eine ⅓-Hufe. Es gab zwei Wassermühlen im Ort am Steinitzer Wasser. Der Acker wurde jährlich besät. 1763 wohnten im Ort 5½ Kossäten, zwei Müller, ein Schäfer und ein Schänker. Die Schmettausche Karte von 1767/87 verzeichnet am südlichen Ende des Ortskerns eine Wassermühle. 1809 war die Sozialstruktur, fünf Kossäten, drei Büdner und zwei Müller. Zum Dorf gehörten 7¾ Hufen. Bratring beschreibt 1809 Raakow als Dorf und Gut mit fünf Kossäten, drei Büdnern, zwei Wassermühlen, 15 Häuser, 75 Einwohner und 7 ¾ Hufen. 1840 hatte das Dorf 17 Häuser und eine Schänke; es zählte 116 Einwohner. 1864 waren im Ort zwei Wassermühlen und eine ausgebaute (aus dem Ortskern ausgesiedelte) Schänke. Im Ort standen 18 Häuser, in denen 114 Menschen lebten. Raakow gliederte sich im 19. Jahrhundert in den Gemeindebezirk und den Gutsbezirk, wobei der Gemeindebezirk nur 227 Morgen, der Gutsbezirk dagegen 783 Morgen umfasste (1869) bzw. 58 ha und 200 ha (1900).
1867/8 wurde die Cottbus-Großenhainer Eisenbahn-Gesellschaft gegründet, die zügig den Bau der Bahnstrecke aufnahm. Sie berührte den westlichen Teil der Gemarkung von Raakow. Bereits 1869 waren die Erdarbeiten vollendet, 1870 wurde die Strecke für den Verkehr freigegeben. Zwischen 1883 und 1898 wurde bei Raakow ein Braunkohlenbergwerk betrieben. In Raakow befand sich von 1948 bis 1950 die Bezirksjugendschule „Max Reimann“.

### Politische und kommunale Geschichte
Der niederlausitzische Ort kam mit der Herrschaft Cottbus 1445/55 an die brandenburgischen Kurfürsten. Aus den Herrschaften Cottbus und Peitz bildete sich der Cottbusische Kreis heraus. In der Kreisreform von 1816/7 wurde Raakow dem Kreis Calau zugewiesen. 1874 wurden Amtsbezirke in Preußen gebildet; Domsdorf wurde dem Amtsbezirk No. 18 Drebkau zugeordnet. Amtsvorsteher war Friedrich Hermann Graf von Wartensleben auf Raakow, sein Stellvertreter Rittergutsbesitzer Hermann von Muschwitz auf Geisendorf. In der umfassenden Kreis- und Bezirksreform von 1952 in der damaligen DDR dem Kreis Cottbus-Land. Der Kreis Cottbus-Land ging in der Kreisreform von 1993 im Land Brandenburg im neuen Landkreis Spree-Neiße auf.
Schon zum 1. Juli 1950 verlor die Gemeinde ihre Selbständigkeit und wurde in die Stadt Drebkau eingemeindet. Seither war Raakow Ortsteil von Drebkau. 1992 wurde das Amt Drebkau (Niederlausitz) gebildet, das die Verwaltungsaufgaben von acht Gemeinden und der Stadt Drebkau wahrnahm. Zum 31. Dezember 2001 schlossen sich die Amtsgemeinden zur neuen Gemeinde Drebkau zusammen. Seither ist Raakow nur noch ein Wohnplatz der Kernstadt Drebkau.

## Kirchliche Zugehörigkeit
Raakow war im Jahr 1820 teilweise nach Drebkau und teilweise nach Steinitz gepfarrt. Im Jahr 2022 gehört der Ort zur Kirchengemeinde Drebkau-Steinitz-Kausche im Kirchenkreis Cottbus der Evangelischen Kirche Berlin-Brandenburg-schlesische Oberlausitz.

## Denkmale und Sehenswürdigkeiten

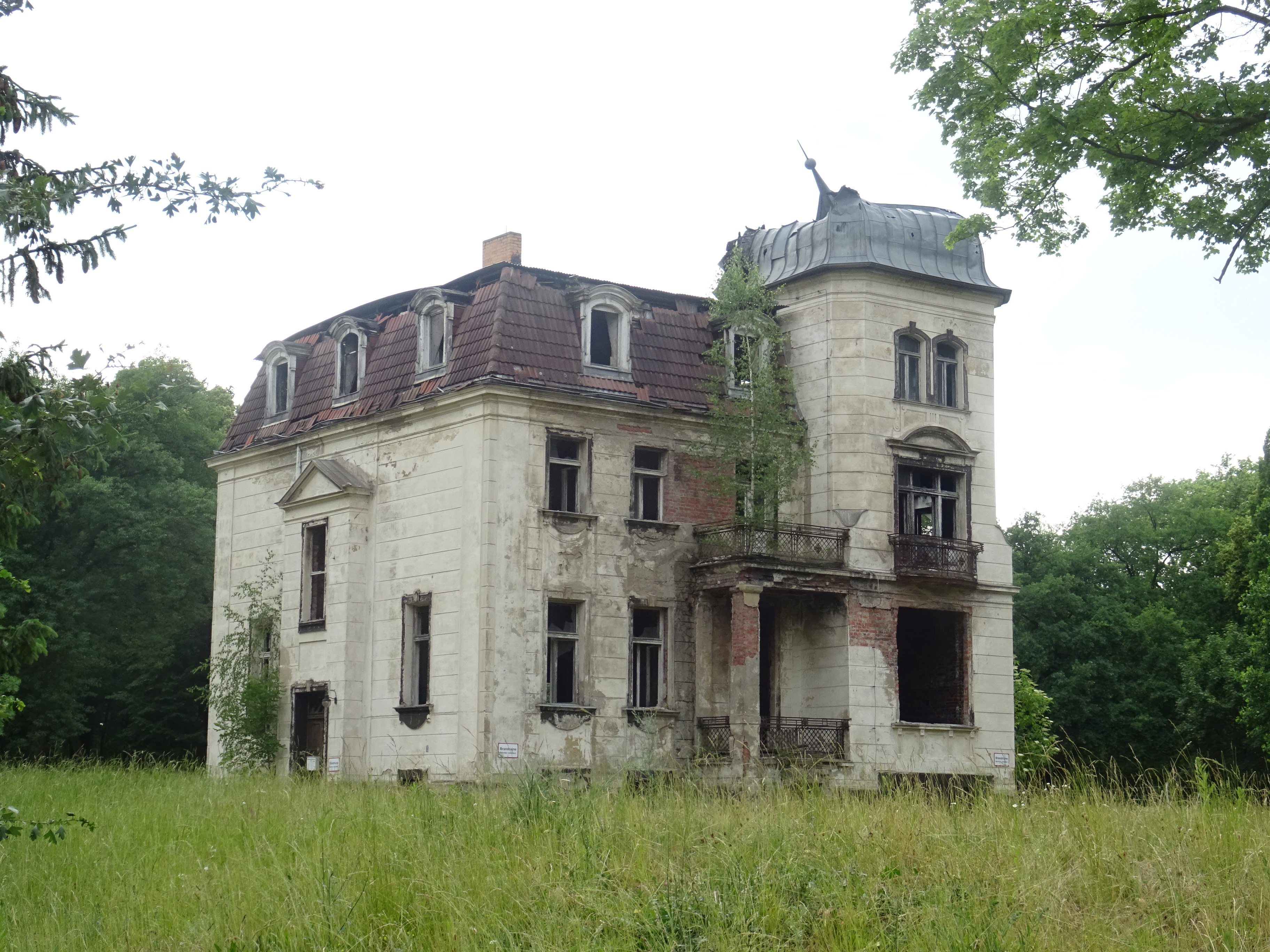
Schloss, 2018

Einziges eingetragenes Baudenkmal in Raakow ist das Schloss Raakow und der ehemalige Park (Nr. 09125091).
Am 1. Oktober 2009 brannte das Schloss ab. Der nordöstliche Seitenflügel wurde 2013 abgetragen. Es steht derzeit (2016) als Ruine da.